# Geneva Mitchell
Pour les articles homonymes, voir Mitchell.
Geneva Doris Mitchell (3 février 1908 - 10 mars 1949) est une actrice américaine. Après avoir débuté comme choriste à l'âge de douze ans, elle tient des rôles dans plusieurs films hollywoodiens.

## Biographie
Elle naît à Medaryville, Indiana. Sa mère, Verna Mitchell Foss, a dansé dans les Ziegfeld Follies.
Elle débute dans une comédie musicale. À 17 ans, elle fait partie des chœurs de Sally et des Ziegfeld Follies de 1921.
Elle signe un contrat avec Warner en octobre 1929 et avec Columbia en juin 1934. Elle apparaît dans les films des Trois Stooges de 1935, Restless Knights, Pop Goes the Easel et particulièrement Hoi Polloi.
Une mauvaise santé brise sa carrière. Après 1936, elle n'apparait que dans un seul film au cours des années 1940. Elle meurt à Los Angeles le 10 mars 1949, à 41 ans.
Sa vie a souvent fait la une des journaux. En mars 1922, à 14 ans, elle épouse Robert Savage, le fils d'un millionnaire, à Milford, Connecticut. Cinq jours plus tard, elle lui rend la bague et déclare : « Je suis trop jeune pour être une épouse. ». Le 15 octobre 1935, elle épouse le financier Harry J. Bryant à Yuma, en Arizona.

## Filmographie partielle
- 1930 : Safety in Numbers de Victor Schertzinger
- 1931 : The Single Sin de William Nigh
- 1931 : The Big Gamble de Fred Niblo
- 1931 : Working Girls de Dorothy Arzner
- 1932 : Cabaret de nuit de Hobart Henley
- 1932 : Les Lèvres qui mentent de Harry Beaumont
- 1933 : Gloire éphémère de Lowell Sherman
- 1933 : Suzanne, c'est moi ! de Rowland V. Lee
- 1934 : Le capitaine déteste la mer de Lewis Milestone
- 1934 : Springtime for Henry de Frank Tuttle
- 1935 : Bas le masque (Behind the Evidence) de Lambert Hillyer